# Jitsi
Jitsi (anteriormente SIP Communicator) é uma aplicação software livre e de código aberto multiplataforma para voz (VOIP), videoconferência e mensageiro instantâneo para GNU/Linux, Windows e Mac OS X e Android, atualmente de propriedade da 8x8, Inc.. Ele suporta muitos protocolos populares de mensageiros instantâneos e de telefonia, incluindo clientes da Web, Android e iOS. O Jitsi também opera o meet.jit.si, uma versão do Jitsi Meet hospedada pelo Jitsi para uso gratuito da comunidade. Outros projetos incluem: Jigasi, lib-jitsi-meet, Jidesha e Jitsi.

## Características
Jitsi suporta múltiplos sistemas operacionais tais quais tipo Unix como o [GNU/Linux]], BSD, Mac OS X; Windows. Uma versão para Android está prevista para 2014. Ele também inclui:
- Auto away
- Auto reconectar
- Auto responder
- Gravação de chamada
- Encriptação de chamada com SRTP e ZRTP
- Chamadas de conferência
- Protocolo de transferência de arquivos para XMPP, AIM/ICQ, Windows Live Messenger, YIM
- Encriptação instantânea de mensagens com o OTR
- Suporte para IPV6 para SIP e XMPP
- Chamada de voz e vídeo para SIP e XMPP usando H.264 e H.263 ou VP8 para codificação de vídeo